# Základní atribuční chyba

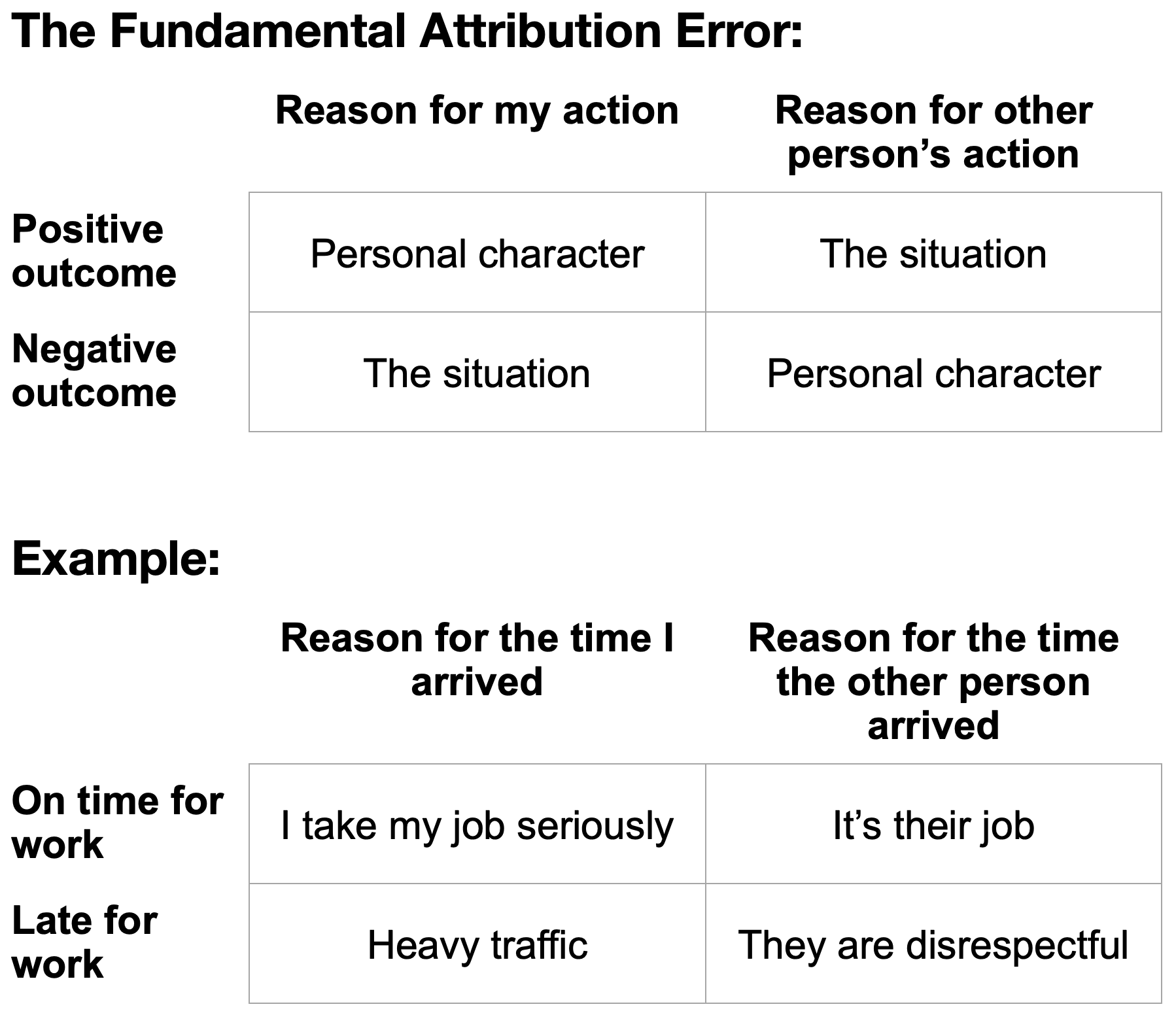
Vysvětlení a příklad Základní atribuční chyby (anglicky)

Atribuční chyba (Fundamental Attribution Error), či tzv. fundamentální atribuční chyba, je obecné zkreslení procesů přisuzování; projevuje se tím, že při vysvětlování chování ostatních lidí má člověk sklon nahodnocovat osobní vlastnosti člověka a podceňovat úlohu situace prostředí. 
Také se jí říká zkreslená korespondence, protože často vnímáme korespondenci mezi chováním a povahou. 
Atribuční chyba je zvláště zřetelná tehdy, když porovnáváme vlastní chování s chováním druhých lidí. Když přemýšlíme o vlastním chování, máme tendenci usuzovat na situační příčiny - zohledňujeme tedy situaci, ve které se nacházíme, a to, jak ovlivňuje naše jednání. Pokud ale pozorujeme jednání druhých, vysvětlujeme si je spíše jejich vlastnostmi a názory, a to i tehdy, když jde o úplně stejnou událost.

## Základní projevy atribuční chyby
- Posuzujeme-li negativní chování jiných jedinců, máme tendenci přeceňovat roli dispozičních činitelů. Naopak vlastní selhání přisuzujeme situačním faktorům a naopak vlastní úspěch připisujeme interním činitelům (výjimečnost, dokonalost), kdežto na úspěchu jiných mají podle nás větší podíl i vnější podmínky.
- Miller a Ross (1975) empiricky potvrdili roli tzv. self-serving bias, kdy je pomocí atribuční chyby umožněno snáze udržovat vlastní sebedůvěru a sebeúctu.
- Feather při výzkumu nezaměstnanosti zjistil, že vlastní nezaměstnanost budeme přičítat situaci (nepříznivý stav trhu, špatné dopravní spojení), kdežto u jiných vysvětlujeme nemožnost zisku pracovního místa dispozicemi (lenost, neschopnost).

## Výzkum
Lee Ross, Amabile a Steinmentz (1977) pojmenoval přehlížení situace jako základní atribuční chybu. Již předtím se ale tento jev objevoval v mnoha experimentech.

##### Jones a Harris (Duke University; 1967)
Jedním z nich byl například experiment Jonese a Harrise, kteří v roce 1967 poprvé odhalili základní atribuční chybu. Vyzvali studenty Univerzity Duke, aby si přečetli proslovy ve prospěch, nebo proti Fidelu Castrovi. Když jim oznámili, že řečník si zvolil, jaký postoj zaujme, studenti logicky předpokládali, že volba jeho vlastní. Ale co se nestalo, když studentům řekli, že stanovisko přidělil instruktor debaty? Lidé, kteří postoj pouze předstírají, píší mnohem silnější prohlášení, než byste čekali. 

##### Nisbett (1973)
provedl písemný výzkum studentů na univerzitě se základní otázku: „Proč jsem si vybral toto zaměření studia?“ Na stejnou otázku odpovídali zároveň o svém nejlepším příteli. Výsledky ukázaly, že přátele předurčují jejich dispozice („rozumí ekonomii“) a je samotné situace („vystudování oboru ekonomie zlepší mou finanční situaci v budoucnu“).

##### Lee Ross a kol. (1977)
Lee Ross a kol. provedli studii ve známém prostředí televizní znalostní soutěže. Účastníci házeli mincí a podle toho pak zastávali roli tazatele nebo dotazovaného, a byli sledováni diváky. Experimentátor požádal tazatele před zraky diváku a dotazovaného, aby napsal deset soutěžních otázek podle svých vlastních obecných znalostí. Umíte si představit, jak všeobecné otázky to mohly být v případě sportovního fanouška: Kdo vyhrál mistrovství světa v hokeji v roce 1988? Potom není překvapením, že více než ve 40 % otázek měli dotazovaní pravdu. Diváci odhodnotili tazatele jako nadprůměrně znalé a dotazované jako podprůměrně znalé. Sami dotazovaní dokonce ohodnotili tazatelé jako lepší. Stejně jako diváci se nechali oklamat navozenou situací. Jaký je důvod, že přisuzujeme chování jen osobám a nezohledňujeme vliv situací? Podle Gilberrta a Maloneho (1995) je problém v tom, jak přisuzujeme. Gilbert tvrdí, že nejprve rozpoznáme chování a provedeme rychlou atribuci, a následně se ji snažíme upřesňovat a upravovat podle situačních vlivů. První krok je prostý, přirozený a automatický - jako reflex; druhý krok vyžaduje pozornost, myšlenku a námahu. 

##### Miller (1984)
při porovnávání formy atribucí Američanů a Indů stejného věku zjistil, že Indové usuzují více situačně, než Američané. Též zjistil, že s věkem se tento rozdíl zvyšuje. Atribuce tedy závisí také na formě socializace v jednotlivých kulturách.

##### Baumeister a kol. (1988)
Když lidi požádáme, aby se v průběhu pohovoru buď vychvalovali, či zavrhovali, jsou si velmi dobře vědomí, proč tak jednají. Ale nejsou si vědomí dopadu svého chování na druhou osobu. Když se Juan chová nesměle, jeho naivní přítel bude mít tendenci projevit nesmělost také. Juan bude snadno chápat své vlastní chování, ale bude si myslet, že ubohý Bob trpí nízkým sebevědomím. 

##### Guimond a Palmer (1990)
dokázali, že vývoj atribučních stylů je ovlivňován též zkušenostmi. Studentům byl na počátku a konci prvního ročníku předložen dotazník ohledně příčin nezaměstnanosti a chudoby. První odpovědi studentů z různých oborů byly obdobné, kdežto při prohloubení znalostí z daných oborů se příčiny na konci ročníku lišily, dle studijního zaměření jednotlivých respondentů.

## Proč se atribuční chyby dopouštíme

##### Perspektiva situačního vědomí
Na ostatní lidi se díváme zkresleně, pozorujeme je totiž z jiného úhlu pohledu. Na základě analýz 173 studií dospěl Bertram Malle (2006) k závěru, že rozdíl mezi hercem a divákem je ve skutečnosti minimální. Když máme z vlastního jednání pocit, že je úmyslné a znamenité, nepřičteme ho situaci, ale vlastním dobrým pohnutkám. Pouze v případech, kdy se chováme špatně, spíš přičteme vlastní chování situaci, kdežto ten, kdo nás pozoruje, by mohl spontánně odvodit charakter. 

##### Kulturní odlišnosti
Dalším důvodem, který může způsobovat atribuční chyby je kulturní odlišnost. Západní náhled na svět způsobuje, že lidé jsou náchylní předpokládat, že události zapříčiňují lidé, ne situace. S vnitřními vysvětleními je ve společnosti větší souhlas (Jellison a Green, 1981).
Některé jazyky podporují přisuzování vnější příčině. Místo „zpozdil jsem se“ dovoluje španělský idiom člověku říci: „Zpozdily mě hodiny.“ V kolektivistických kulturách vnímají lidé ostatní méně často z hlediska osobního založení (Lee a kolektiv) 

## Proč zkoumáme atribuční chyby
Vysvětlujeme si tímto omyly v sociálním myšlení. Cílem je odhalit, jak o sobě a ostatních uvažujeme. Iluzorní myšlení je často vedlejším produktem strategií mysli pro zjednodušení složitých informací. Jde ruku v ruce s mechanismy vnímání, které nám běžně poskytují užitečné obrazy světa, ale občas svedou z cesty. 